# Yúrivka (Dnipropetrovsk)
Yúrivka (en ucraniano: Юр'ївка) es un pueblo ucraniano perteneciente al óblast de Dnipropetrovsk. Situado en el este del país, es parte del raión de Pavlojrado y del municipio (hromada) homónimo.

## Toponimia
El nombre del asentamiento en ruso también es Yúrievka (en ruso: Юрьевка). 

## Geografía
Yúrivka se encuentra en la margen izquierda del río Mala Ternivka, 83 km al noroeste de Dnipró. 

## Historia
La primera mención del lugar donde ahora se encuentra Yúrivka se remonta al año 1700, cuando el cosaco de Zaporiyia Dorosh instaló el primer campamento de invierno. En 1777, la zona donde se encontraba Yúrivka fue entregada a Jorge Gersevanov, consejero de la corte de Catalina II. A principios del siglo XX, Yúrivka era una ciudad en el uyezd de Pavlogrado de la gobernación de Yekaterinoslav del Imperio ruso. 
Al pueblo se le otorgó el estatus asentamiento de tipo urbano en 1957.
Hasta el 18 de julio de 2020, Yúrivka fue el centro del raión de Yúrivka. El raión fue abolido en julio de 2020 como parte de la reforma administrativa de Ucrania, que redujo el número de raiones del óblast de Dnipropetrovsk a siete. El territorio del raión de Yúrivka se fusionó con el raión de Pavlogrado.En 2023, Yúrivka perdió el estatus de asentamiento de tipo urbano debido a la eliminación de este estatus administrativo.

## Demografía
La evolución de la población de Yúrivka entre 1959 y 2022 fue la siguiente:
| 3441                                                          | 2715 | 2569 | 2339 | 2533 | 2348 | 2302 | 2126 |
| (Fuente: Cities & Towns of Ukraine y UKRAINE: Größere Städte) |      |      |      |      |      |      |      |

Según el censo de 2001, la lengua materna de la mayoría de los habitantes, el 92,34%, es el ucraniano; del 21,21%, el ruso.

## Infraestructura

### Educación
El pueblo tiene una escuela vocacional, una escuela secundaria, una guardería y una biblioteca.

### Transporte
Yúrivka se encuentra en la carretera que une Pavlogrado y Lozova. En Pavlogrado, tiene acceso a la autopista M04 que conecta Dnipró con Pokrovsk. Por Yúrivka pasa también un ferrocarril que conecta Pavlogrado y Lozova, pero la estación de tren más cercana está en Varvarivka, 2 km al sureste.